# Spielvereinigung Greuther Fürth 2009-2010
Questa voce raccoglie le informazioni riguardanti il Spielvereinigung Greuther Fürth nelle competizioni ufficiali della stagione 2009-2010.

## Stagione
Nella stagione 2009-2010 il Greuther Fürth, allenato da Michael Büskens, concluse il campionato di 2. Bundesliga all'11º posto. In Coppa di Germania il Greuther Fürth fu eliminato ai quarti di finale dal Bayern Monaco.

## Rosa
| N. |                                 | Ruolo | Calciatore                |
| -- | ------------------------------- | ----- | ------------------------- |
| 15 | Bosnia ed Erzegovina (bandiera) | P     | Jasmin Fejzić             |
| 26 | Germania (bandiera)             | P     | Max Grün                  |
| 1  | Costa d'Avorio (bandiera)       | P     | Stephan Loboué            |
| 25 | Slovenia (bandiera)             | P     | Matjaž Rozman             |
| 4  | Croazia (bandiera)              | D     | Marino Biliškov           |
| 6  | Germania (bandiera)             | D     | Kim Falkenberg            |
| 3  | Bulgaria (bandiera)             | D     | Asen Karaslavov           |
| 5  | Germania (bandiera)             | D     | Jan Mauersberger          |
| 20 | Germania (bandiera)             | D     | Martin Meichelbeck        |
| 30 | Germania (bandiera)             | D     | Christian Rahn            |
| 33 | Germania (bandiera)             | C     | Marco Caligiuri           |
| 8  | Germania (bandiera)             | C     | Stephan Fürstner          |
| 21 | Germania (bandiera)             | C     | Sebastian Ghasemi-Nobakht |
| 18 | Germania (bandiera)             | C     | Leonhard Haas             |

| N. |                       | Ruolo | Calciatore        |
| -- | --------------------- | ----- | ----------------- |
| 27 | Germania (bandiera)   | C     | Nicolai Müller    |
| 7  | Germania (bandiera)   | C     | Bernd Nehrig      |
| 29 | Montenegro (bandiera) | C     | Milorad Peković   |
| 14 | Germania (bandiera)   | C     | Edgar Prib        |
| 36 | Turchia (bandiera)    | C     | Sercan Sararer    |
| 17 | Filippine (bandiera)  | C     | Stephan Schröck   |
| 34 | Germania (bandiera)   | C     | Marius Strangl    |
| 24 | Germania (bandiera)   | C     | Thomas Wörle      |
| 22 | Tunisia (bandiera)    | A     | Sami Allagui      |
| 31 | Germania (bandiera)   | A     | Yannick Kakoko    |
| 9  | Germania (bandiera)   | A     | Christopher Nöthe |
| 23 | Germania (bandiera)   | A     | Marco Sailer      |
| 11 | Germania (bandiera)   | A     | Dani Schahin      |

## Organigramma societario
Area tecnica
- Allenatore: Michael Büskens
- Allenatore in seconda: Mirko Reichel
- Preparatore dei portieri: Günther Reichold
- Preparatori atletici:

## Risultati

### 2. Bundesliga

#### Girone di andata
| Arbitro: | Metzen |

|                        |           |             |
| Iličević 5’ Bugera 17’ | Marcatori | 54’ Allagui |

| Arbitro: | Christ |

|                                        |           |  |
| Mokhtari 22’ Nehrig 47’ Nöthe 56’, 62’ | Marcatori |  |

| Arbitro: | Steuer |

|          |           |                                             |
| Shao 16’ | Marcatori | 37’ (rig.), 44’ Allagui 63’ Ghasemi-Nobakht |

| Arbitro: | Zwayer |

|                        |           |                                        |
| Mokhtari 43’ Nöthe 49’ | Marcatori | 56’, 58’ Fořt 80’ Katongo 87’ Federico |

| Arbitro: | Kinhöfer |

|                                         |           |          |
| Holebas 51’ Lauth 75’ Ludwig 90’ (rig.) | Marcatori | 89’ Haas |

| Arbitro: | Wingenbach |

|                                          |           |  |
| Prib 17’ Nöthe 50’, 62’ Mauersberger 73’ | Marcatori |  |

| Arbitro: | Winkmann |

|                                                       |           |  |
| Jänicke 45’ Langen 51’ Bartels 65’ Schröck 74’ (aut.) | Marcatori |  |

| Arbitro: | Fischer |

|                        |           |            |
| Allagui 48’ Müller 85’ | Marcatori | 24’ Harnik |

| Arbitro: | Drees |

|           |           |                            |
| Şahin 57’ | Marcatori | 9’ Mauersberger 20’ Nehrig |

| Arbitro: | Steinhaus |

|             |           |              |
| Allagui 26’ | Marcatori | 3’, 45’ Kuqi |

| Arbitro: | Wagner |

|  |           |           |
|  | Marcatori | 71’ Nöthe |

| Arbitro: | Bandurski |

|                                               |           |                                             |
| Müller 20’ Nöthe 53’ Biliškov 77’ Allagui 85’ | Marcatori | 7’, 21’ Thurk 51’, 64’ Ndjeng 68’ Torghelle |

| Arbitro: | Schriever |

|  |           |           |
|  | Marcatori | 62’ Adler |

| Arbitro: | Thielert |

|            |           |  |
| Sağlık 31’ | Marcatori |  |

| Arbitro: | Gräfe |

|  |           |                        |
|  | Marcatori | 10’ Milchraum 72’ Auer |

| Arbitro: | Wagner |

|                        |           |                                 |
| Takyi 41’ Hennings 66’ | Marcatori | 82’ Allagui 90’ Ghasemi-Nobakht |

| Arbitro: | Rafati |

|            |           |                                            |
| Müller 70’ | Marcatori | 8’ Stindl 36’, 85’ Iashvili 80’ Tarvajärvi |

#### Girone di ritorno
| Arbitro: | Schmidt |

|                                   |           |  |
| Müller 42’ Nehrig 45’ (rig.), 53’ | Marcatori |  |

| Arbitro: | Ittrich |

|  |           |                                                         |
|  | Marcatori | 16’ Nehrig 39’ Allagui 71’ Schröck 75’ Müller 81’ Nöthe |

| Arbitro: | Dingert |

|           |           |  |
| Nöthe 90’ | Marcatori |  |

| Arbitro: | Fritz |

|                    |           |             |
| Fořt 58’ Guela 71’ | Marcatori | 13’ Allagui |

| Arbitro: | Steuer |

|           |           |                |
| Nöthe 68’ | Marcatori | 1’, 88’ Rösler |

| Arbitro: | Welz |

|  |           |             |
|  | Marcatori | 63’ Allagui |

| Arbitro: | Metzen |

|          |           |  |
| Haas 12’ | Marcatori |  |

| Düsseldorf 5 marzo 2010, ore 20:30 CET 25ª giornata | Fortuna Düsseldorf | 0 – 0 referto | Greuther Fürth | Merkur Spiel-Arena (22 850 spett.)\| Arbitro: \| Willenborg \| |
| Arbitro:                                            | Willenborg         |               |                |                                                                |

| Fürth 12 marzo 2010, ore 18:00 CET 26ª giornata | Greuther Fürth | 0 – 0 referto | Union Berlino | Playmobil-Stadion (5 450 spett.)\| Arbitro: \| Fischer \| |
| Arbitro:                                        | Fischer        |               |               |                                                           |

| Arbitro: | Schößling |

|                                   |           |  |
| Krontiris 15’ Fürstner 57’ (aut.) | Marcatori |  |

| Arbitro: | Christ |

|                                  |           |             |
| Müller 22’ Allagui 25’ Nöthe 89’ | Marcatori | 67’ Kittner |

| Arbitro: | Kinhöfer |

|           |           |           |
| Thurk 49’ | Marcatori | 12’ Nöthe |

| Arbitro: | Steinhaus |

|           |           |           |
| Caiuby 9’ | Marcatori | 64’ Nöthe |

| Arbitro: | Welz |

|              |           |                   |
| Fürstner 37’ | Marcatori | 45’ (rig.) Krause |

| Arbitro: | Siebert |

|                     |           |                               |
| Özgen 45’ Guèye 48’ | Marcatori | 54’ Allagui 55’ (aut.) Herzig |

| Arbitro: | Winkmann |

|           |           |                                            |
| Nöthe 37’ | Marcatori | 51’ Naki 65’ Ebbers 73’ Takyi 88’ Hennings |

| Arbitro: | Bandurski |

|          |           |           |
| Fink 18’ | Marcatori | 35’ Nöthe |

### Coppa di Germania
| Arbitro: | Kempter |

|  |           |              |
|  | Marcatori | 119’ Allagui |

| Arbitro: | Dingert |

|                   |           |                                    |
| Tankulić 87’, 93’ | Marcatori | 61’ Nöthe 98’ Mokhtari 120’ Müller |

| Arbitro: | Rafati |

|            |           |  |
| Nehrig 32’ | Marcatori |  |

| Arbitro: | Weiner |

|                                                                         |           |                       |
| Müller 5’, 82’ Robben 58’ (rig.) Ribéry 61’ Lahm 65’ Allagui 89’ (aut.) | Marcatori | 10’ Nöthe 41’ Allagui |

## Statistiche

### Statistiche di squadra
| Competizione      | Punti | In casa | In casa | In casa | In casa | In casa | In casa | In trasferta | In trasferta | In trasferta | In trasferta | In trasferta | In trasferta | Totale | Totale | Totale | Totale | Totale | Totale | DR |
| Competizione      | Punti | G       | V       | N       | P       | Gf      | Gs      | G            | V            | N            | P            | Gf           | Gs           | G      | V      | N      | P      | Gf     | Gs     | DR |
| ----------------- | ----- | ------- | ------- | ------- | ------- | ------- | ------- | ------------ | ------------ | ------------ | ------------ | ------------ | ------------ | ------ | ------ | ------ | ------ | ------ | ------ | -- |
| 2. Bundesliga     | 44    | 17      | 7       | 2       | 8       | 29      | 27      | 17           | 5            | 6            | 6            | 22           | 23           | 34     | 12     | 8      | 14     | 51     | 50     | +1 |
| Coppa di Germania | -     | 1       | 1       | 0       | 0       | 1       | 0       | 3            | 2            | 0            | 1            | 6            | 8            | 4      | 3      | 0      | 1      | 7      | 8      | -1 |
| Totale            | -     | 18      | 8       | 2       | 8       | 30      | 27      | 20           | 7            | 6            | 7            | 28           | 31           | 38     | 15     | 8      | 15     | 58     | 58     | 0  |

### Andamento in campionato
| Giornata  | 1  | 2 | 3 | 4 | 5  | 6 | 7  | 8 | 9 | 10 | 11 | 12 | 13 | 14 | 15 | 16 | 17 | 18 | 19 | 20 | 21 | 22 | 23 | 24 | 25 | 26 | 27 | 28 | 29 | 30 | 31 | 32 | 33 | 34 |
| --------- | -- | - | - | - | -- | - | -- | - | - | -- | -- | -- | -- | -- | -- | -- | -- | -- | -- | -- | -- | -- | -- | -- | -- | -- | -- | -- | -- | -- | -- | -- | -- | -- |
| Luogo     | T  | C | T | C | T  | C | T  | C | T | C  | T  | C  | C  | T  | C  | T  | C  | C  | T  | C  | T  | C  | T  | C  | T  | C  | T  | C  | T  | T  | C  | T  | C  | T  |
| Risultato | P  | V | V | P | P  | V | P  | V | V | P  | V  | P  | P  | P  | P  | N  | P  | V  | V  | V  | P  | P  | V  | V  | N  | N  | P  | V  | N  | N  | N  | N  | P  | N  |
| Posizione | 10 | 6 | 4 | 7 | 10 | 7 | 11 | 6 | 6 | 8  | 7  | 8  | 9  | 10 | 13 | 14 | 15 | 14 | 11 | 8  | 8  | 11 | 10 | 8  | 8  | 9  | 9  | 8  | 8  | 8  | 8  | 9  | 12 | 11 |

Legenda:

Luogo: C = Casa; T = Trasferta. Risultato: V = Vittoria; N = Pareggio; P = Sconfitta.

### Statistiche dei giocatori
| Giocatore          | 2. Bundesliga | 2. Bundesliga | 2. Bundesliga | 2. Bundesliga | Coppa di Germania | Coppa di Germania | Coppa di Germania | Coppa di Germania | Totale   | Totale | Totale      | Totale     |
| Giocatore          | Presenze      | Reti          | Ammonizioni   | Espulsioni    | Presenze          | Reti              | Ammonizioni       | Espulsioni        | Presenze | Reti   | Ammonizioni | Espulsioni |
| ------------------ | ------------- | ------------- | ------------- | ------------- | ----------------- | ----------------- | ----------------- | ----------------- | -------- | ------ | ----------- | ---------- |
| J. Fejzić          | -             | -             | -             | -             | -                 | -                 | -                 | -                 | -        | -      | -           | -          |
| M. Grün            | 13            | 0             | 0             | 0             | -                 | -                 | -                 | -                 | 13       | 0      | 0           | 0          |
| S. Loboué          | 21            | 0             | 1             | 0             | 4                 | 0                 | 2                 | 0                 | 25       | 0      | 3           | 0          |
| M. Rozman          | -             | -             | -             | -             | -                 | -                 | -                 | -                 | -        | -      | -           | -          |
| M. Biliškov        | 32            | 1             | 4             | 2             | 2                 | 0                 | 0                 | 0                 | 34       | 1      | 4           | 2          |
| K. Falkenberg      | 26            | 0             | 6             | 0             | 4                 | 0                 | 2                 | 0                 | 30       | 0      | 8           | 0          |
| A. Karaslavov      | 20            | 0             | 0             | 0             | 1                 | 0                 | 0                 | 0                 | 21       | 0      | 0           | 0          |
| J. Mauersberger    | 20            | 2             | 2             | 0             | 3                 | 0                 | 1                 | 0                 | 23       | 2      | 3           | 0          |
| M. Meichelbeck     | 3             | 0             | 0             | 0             | -                 | -                 | -                 | -                 | 3        | 0      | 0           | 0          |
| C. Rahn            | 11            | 0             | 1             | 0             | 1                 | 0                 | 0                 | 0                 | 12       | 0      | 1           | 0          |
| M. Caligiuri       | 29            | 0             | 4             | 0             | 3                 | 0                 | 1                 | 0                 | 32       | 0      | 5           | 0          |
| S. Fürstner        | 22            | 1             | 2             | 0             | 3                 | 0                 | 0                 | 0                 | 25       | 1      | 2           | 0          |
| S. Ghasemi-Nobakht | 12            | 2             | 1             | 0             | -                 | -                 | -                 | -                 | 12       | 2      | 1           | 0          |
| L. Haas            | 22            | 2             | 3             | 0             | 2                 | 0                 | 0                 | 0                 | 24       | 2      | 3           | 0          |
| N. Müller          | 29            | 6             | 6             | 0             | 4                 | 1                 | 1                 | 0                 | 33       | 7      | 7           | 0          |
| B. Nehrig          | 24            | 5             | 8             | 0             | 4                 | 1                 | 0                 | 0                 | 28       | 6      | 8           | 0          |
| M. Peković         | 14            | 0             | 7             | 0             | 1                 | 0                 | 1                 | 0                 | 15       | 0      | 8           | 0          |
| E. Prib            | 11            | 1             | 1             | 0             | 2                 | 0                 | 0                 | 0                 | 13       | 1      | 1           | 0          |
| S. Sararer         | 12            | 0             | 2             | 0             | -                 | -                 | -                 | -                 | 12       | 0      | 2           | 0          |
| S. Schröck         | 29            | 1             | 10            | 1             | 4                 | 0                 | 0                 | 0                 | 33       | 1      | 10          | 1          |
| M. Strangl         | 4             | 0             | 1             | 0             | -                 | -                 | -                 | -                 | 4        | 0      | 1           | 0          |
| T. Wörle           | -             | -             | -             | -             | -                 | -                 | -                 | -                 | -        | -      | -           | -          |
| S. Allagui         | 32            | 12            | 3             | 0             | 4                 | 2                 | 1                 | 0                 | 36       | 14     | 4           | 0          |
| Y. Kakoko          | 1             | 0             | 0             | 0             | -                 | -                 | -                 | -                 | 1        | 0      | 0           | 0          |
| C. Nöthe           | 34            | 15            | 3             | 0             | 4                 | 2                 | 0                 | 0                 | 38       | 17     | 3           | 0          |
| M. Sailer          | 16            | 0             | 2             | 0             | 3                 | 0                 | 0                 | 0                 | 19       | 0      | 2           | 0          |
| D. Schahin         | 12            | 0             | 1             | 0             | 2                 | 0                 | 0                 | 0                 | 14       | 0      | 1           | 0          |
| M. Hrgović         | 7             | 0             | 2             | 1             | 1                 | 0                 | 1                 | 0                 | 8        | 0      | 3           | 1          |
| Y. Mokhtari        | 11            | 2             | 2             | 0             | 2                 | 1                 | 1                 | 0                 | 13       | 3      | 3           | 0          |
| A. Serdarušić      | 1             | 0             | 0             | 0             | -                 | -                 | -                 | -                 | 1        | 0      | 0           | 0          |